# 莫爾頓陡崖
莫爾頓陡崖（英語：Moulton Escarpment），是南極洲的陡崖，位於埃爾斯沃思地，處於福特山以西19公里，屬於蒂爾山脈的一部分，長15公里，現時由南極條約體系管理。